# Магури (Клуж)
Магури (рум. Măguri) насеље је у Румунији у округу Клуж у општини Магури-Ракатау. Oпштина се налази на надморској висини од 1278 m.

## Становништво
Према подацима из 2002. године у насељу је живело 950 становника, од којих су сви румунске националности.